# Home Shopping Service
 (septembre 2014).
Pour les articles homonymes, voir HSS.
Home Shopping Service (HSS) est une société de vente à distance française filiale de la société Selextra.

## Genèse de l'entreprise

### Le télé-achat aux origines de la société
Home Shopping Service voit le jour en 1987. Elle produit l'émission M6 Boutique dès 1988, puis Paris Première Boutique en janvier 1993, la première émission de télé-achat diffusée en France le dimanche, suivis de Téva Boutique en octobre 1996 et Club Téléachat en 1999 sur Série Club.

### Une internationalisation timide
Elle exploite une émission de télé-achat sur TMC dès 1998 (La Boutique du Téléachat) puis, en Allemagne sur RTL Television en 2001, avec qui elle lance RTL Shop, et enfin, en Belgique sur RTL TVI et aux Pays-Bas en 2003 sur RTL 4 et RTL 5.
Avec le développement de la TNT, d'autres émissions de télé-achat ont vu le jour sur de nouvelles chaînes. Le programme des Boutiques du Monde, devenu Best of Shopping, depuis 2013 est diffusé sur C8 et sur La chaîne L'Équipe. 

### Lancement de deux chaînes de télé-achat en continu
En 1998, elle lance la chaîne Club Téléachat 24h/24, accessible sur TPS et Canalsat. En 2004, celle-ci est renommée M6 Boutique La Chaîne, puis M6 Boutique & Co en 2010 et M6 Boutique en 2016.
Le 1er octobre 2003, M6 lance une nouvelle chaîne de télé-achat : Best of Shopping. La chaîne cesse sa diffusion sur Canalsat en janvier 2015, mais continue de diffuser ses programmes sur les bouquets d'autres opérateurs comme SFR.

### Arrivée dans l'univers du commerce en ligne
Dès 1996, elle lance le site marchand Home Shopping Arcade puis le site de la chaîne Club Téléachat en 1998.
Mais c'est en 2005, avec le rachat de Mistergooddeal, qu'elle s'affiche plus puissamment sur la Toile.
À la suite d'un plan de restructuration interne, HSS revend consécutivement ses participations dans PopGom.fr en 2011 et l'ensemble de Mistergooddeal à Darty en avril 2014, pour la somme de 2 millions d'euros.
En 2013, Home Shopping Service acquiert l'opticien en ligne Happyview et sa filiale Meslentilles.com.

### Intégration au sein du groupe M6
En 1996, M6 Interactions acquiert 66 % de son capital.
En 1998, elle devient une filiale à 100 % de M6 dont les ressources du groupe ont permis son développement.

### Revente à la société Stars
En juillet 2020, le Groupe M6 entre en négociations exclusives avec la société Stars qui possède l'émission concurrente Téléshopping. Le 1er octobre 2020, le Groupe M6 conclut la vente d'Home Shopping Service.